# Old Spanish Customers
Old Spanish Customers è un film del 1932 diretto da Lupino Lane.

## Produzione
Il film fu prodotto dalla British International Pictures (BIP).

## Distribuzione
Distribuito dalla Metro-Goldwyn-Mayer (MGM), il film uscì nelle sale cinematografiche britanniche nel 1932.